# Чемпионат Европы Формулы-2
Чемпионат Европы Формулы-2 — автоспортивное соревнование для машин класса Формула-2, проводимое на различных трассах Европы с 1976 по 1984 годы.

## Общая информация
История
Между мировыми войнами параллельно с гонками Гран-при существовали и соревнования малолитражек, позволявшие малообеспеченным и неопытным пилотам-частникам проявить себя в мире автогонок. Также эти соревнования давали возможность участвовать в спорте на межнациональном уровне маленьким фирмам-автопроизводителям, не имеющим ресурсов для построения «настоящих» автомобилей для гонок Гран-при. К началу II мировой войны правила для малолитражек ограничивали объём двигателя полутора литрами (без нагнетателя), а автомобили Гран-при должны были иметь атмосферный двигатель объёмом не более 4,5 литров или двигатель с нагнетателем объёмом не более трёх литров.
После войны эти гонки хоть и обрели самостоятельный регламент уже в 1948 году, получивший название Формула-2, но долгое время не имели самостоятельного общеевропейского первенства, санкционируя под свой регламент лишь отдельные гонки. К 1967 году ситуация постепенно стала меняться: концепция была вновь выделена из проекта Формула-Юниор и получила сначала самостоятельный статус, а к 1967 году и общеевропейское первенство.
FIA предложила всем желающим новый регламент класса, где силовая установка предполагалась в виде 1,6-литрового четырёхцилиндрового двигателя без наддува, а чтобы поднять престиж гонок в них дали возможность стартовать и пилотам чемпионата мира Формулы 1, правда не дав им возможности бороться за позиции в личном зачёте и лишь сохраняя их результаты в протоколах гонок. Регламент новой серии Формулы-2 также допускал частную доработку купленных заводских двигателей, что впоследствии повлияло на превращение небольших тюнинговых, по сути, бюро до статуса самостоятельных производителей.
К 1972 году, впрочем, назрела новая техническая революция: двигатели Ford Cosworth фактически выкинули из гонок всех конкурентов и по спортивным соображениям FIA пришлось пересмотреть регламент на силовые установки для Формулы-2, увеличив их рабочий объём до двух литров, а число цилиндров — до шести. Новый регламент дал увеличение числа производителей, но не слишком сказался на увеличении их зрелищности, а значит и посещаемости. Гонки серии Формулы-2 всё больше превращались в мировое молодёжное первенство, а борьба за титул зачастую всё менее зависела от чистой скорости пилота, но всё более и более – от его опыта в таких гонках и уровня техники, предоставляемой ему командой.
К началу 1980-х годов ситуация усугубилась с приходом в серию компании Honda, занимавшейся постройкой и доводкой собственных силовых агрегатов, а также помощью в улучшении шасси своего партнёра – компании Ralt. В итоге их альянс, даже выставляя на гонки серии лишь по две машины, год за годом оказывался сильнее многих конкурентов, выиграв к 1985 году три из четырёх последних личных титулов в серии Формула-2. Борьба с этим альянсом всех других команд привела к удорожанию участия в серии, так что к 1985 году назрела очередная смена регламента, вообще, упразднившего Формулу-2 как класс и вводившего вместо неё Формулу-3000, куда японский автоконцерн уже не решился идти.
Победители
За 18 лет своего проведения в чемпионате побеждали 18 пилотов, представлявших семь государств (больше всего побед на счету французов: семь). Эти гонщики представляли девять команд (самой успешной из которых стал проект March), восемь производителей шасси (лидер списка также March — шесть титулов) и пять моторостроительных компаний (успешнее прочих были компании Cosworth и BMW).

## Чемпионы серии
| Сезон | Личный зачёт       | Командный зачёт         | Лучшая машина    |
| ----- | ------------------ | ----------------------- | ---------------- |
| 1967  | Жаки Икс           | Tyrrell Racing          | Matra-Cosworth   |
| 1968  | Жан-Пьер Бельтуаз  | Matra Sports            | Matra-Cosworth   |
| 1969  | Джонни Серво-Гавен | Matra International     | Matra-Cosworth   |
| 1970  | Клей Регаццони     | Tecno Racing Team       | Tecno-Cosworth   |
| 1971  | Ронни Петерсон     | March Engineering       | March-Cosworth   |
| 1972  | Майк Хэйлвуд       | Team Surtees            | Surtees-Cosworth |
| 1973  | Жан-Пьер Жарье     | March Engineering       | March-BMW        |
| 1974  | Патрик Депайе      | March Engineering       | March-BMW        |
| 1975  | Жак Лаффит         | Ecurie Elf              | Martini-BMW      |
| 1976  | Жан-Пьер Жабуй     | Equipe Elf              | Elf 2J-Renault   |
| 1977  | Рене Арну          | Ecurie Renault Elf      | Martini-Renault  |
| 1978  | Бруно Джакомелли   | Polifac BMW Junior Team | March-BMW        |
| 1979  | Марк Зурер         | Polifac BMW Junior Team | March-BMW        |
| 1980  | Брайан Хентон      | Toleman Group           | Toleman-Hart     |
| 1981  | Джефф Лиз          | Ralt Racing Ltd.        | Ralt-Honda       |
| 1982  | Коррадо Фаби       | March Racing Ltd.       | March-BMW        |
| 1983  | Джонатан Палмер    | Ralt Racing Ltd.        | Ralt-Honda       |
| 1984  | Майк Такуэлл       | Ralt Racing Ltd.        | Ralt-Honda       |

### Комментарии
1. ↑  За все годы выступлений, в качестве конструкторов выступали 49 производителей шасси. (AGS, Alexis, Alpine, AMS, BMW, Boxer, Brabham, Chevron, Condor, Cooper, Crossle, De Tomaso, Docking Spitzley, Eifelland, Elf, Ensign, Ferrari, GRD, Leda-Tui, Lola, Lotus, Maco, March, Martini, Matra, Maurer, Maurer, McLaren, Merlyn, Merzario, Minardi, Mirage, Motul, Osella, Parnell, Pilbeam, Pilbeam, Protos, Pygmee, Ralt, Spirit, Surtees, Surtees, Tecno, Tiga, Toj, Toleman, U2, Wheatcroft).
2. ↑  За все годы выступлений, поставщиками двигателей были. (Alfa Romeo, Amaroli, AMS, BMW, Chrysler, Cosworth, Ferrari, Ford, Hart, Honda, Lotus, Renault).